# Sunny Harnett

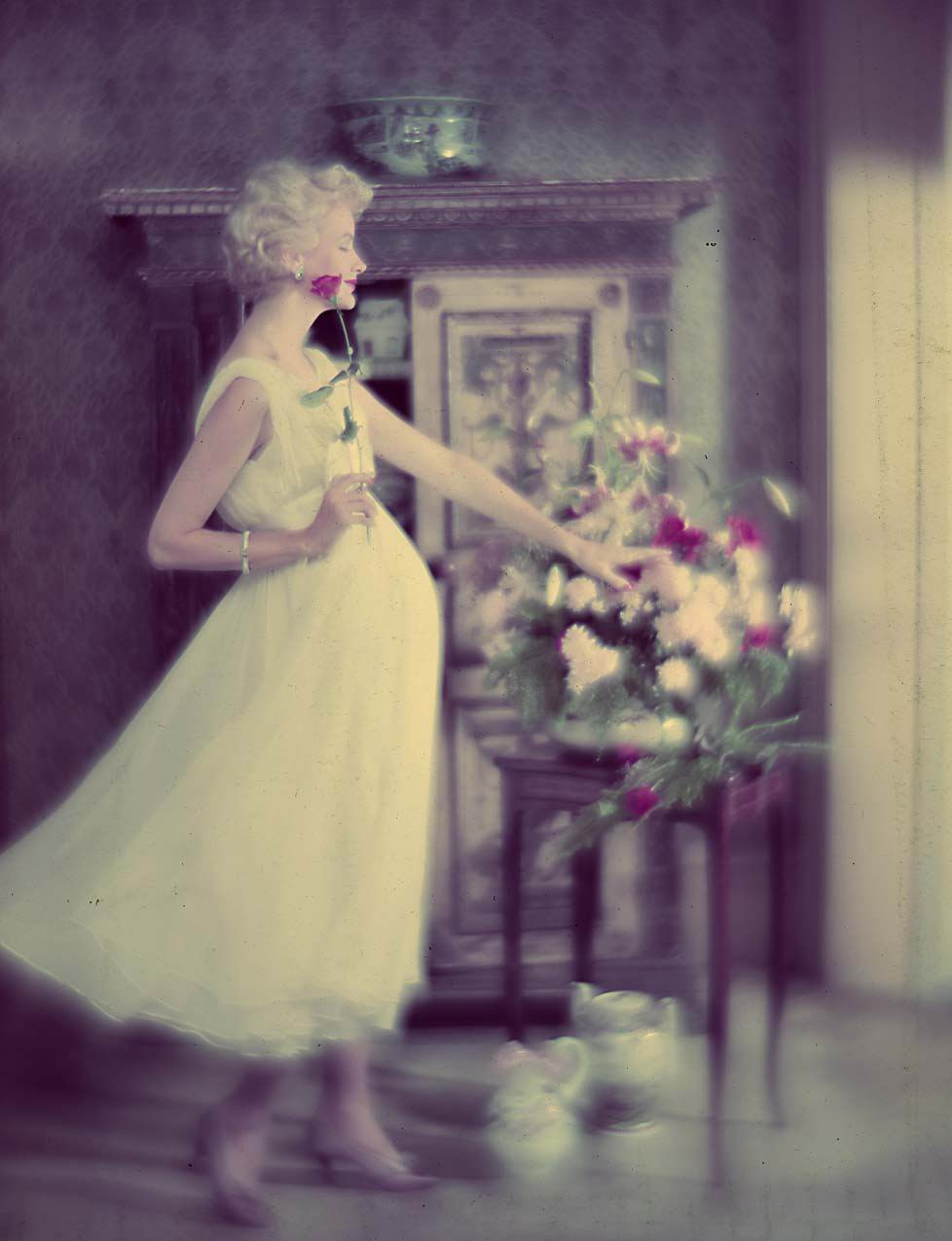
Sunny Harnett in den 1950er Jahren, Fotografie von Edgar de Evia

Annemarie Margot Elfreda „Sunny“ Harnett (* 1924 in New York City; † Mai 1987) war ein US-amerikanisches Model, das sich zeitweise auch als Schauspielerin sowie nach 1964 als Modelagentin und Casting Director betätigte. Sie hatte den Höhepunkt ihrer Karriere in den 1950er Jahren. Das Modemagazin Harper’s Bazaar zählte Harnett 2009 zu den besten Models aller Zeiten.

## Leben
Über Harnetts frühes Leben sind nur wenige Informationen vorhanden. Sie wurde in New York City geboren und betätigte sich nach ihrem Abschluss an der dortigen Julia Richman High School zunächst als Modeillustratorin, nachdem ihr gesagt wurde, dass sie nach damaligen Maßstäben für ein Model „zu groß und zu dünn“ sei. Dennoch gelang ihr Anfang der 1950er Jahre der Beginn ihrer Modelkarriere bei Main Bocher, mit dem sie zwei Jahre lang zusammenarbeitete. In den darauffolgenden Jahren erreichte sie den Höhepunkt ihrer Karriere und war in den 1950er und 1960er Jahren als Covergirl verschiedener bekannter Modemagazine zu sehen, darunter mehrfach für die Vogue. Harnett arbeitete unter anderem häufiger mit den Fotografen Edgar de Evia und Richard Avedon zusammen. Eine im August 1954 entstandene Fotografie von Avedon, die Sunny Harnett mit einem Kleid von Madame Grès im Casino von Le Touquet-Paris-Plage zeigt, erlangte besondere Bekanntheit und wurde 2012 durch das Auktionshaus Christie’s für 35.000 US-Dollar versteigert.
Neben ihrer Modellaufbahn betätigte sich Harnett auch kurzzeitig als Schauspielerin und war 1957 in einer kleinen Rolle als Tänzerin in Ein süßer Fratz neben Audrey Hepburn und Fred Astaire zu sehen. 1964 beendete Harnett ihre Modelkarriere im Alter von vierzig Jahren, wonach sie Assistentin von Eileen Ford bei Ford Models wurde. Sie soll hierbei Naomi Sims als Model bei der Agentur abgelehnt haben, da sie schon „zu viele schwarze Models“ hätten. Sims wurde später zum ersten afroamerikanischen Topmodel.
Im Verlauf ihrer Tätigkeit bei Ford Models litt Harnett unter gesundheitlichen und psychischen Problemen. So soll sie von Gerard W. Ford, Ehemann von Eileen Ford und Mitbegründer von Ford Models, zeitweise in eine psychiatrische Klinik eingewiesen worden sein. Zudem wurde an ihr aus nicht näher bekannten gesundheitlichen Gründen eine Mastektomie durchgeführt.
Im späteren Verlauf ihrer Lebens kehrte Harnett der Modebranche ganz den Rücken und betätigte sich als Casting Director für Fernsehwerbung. Hierbei wurde sie 1973 von The New York Times interviewt. Harnett war zu diesem Zeitpunkt von ihrem 1951 geheirateten Mann geschieden und lebte mit ihrem Sohn in New York. Über ihr weiteres Leben ist wenig bekannt. 
Sunny Harnett verbrachte ihr Lebensende gesundheitlich angeschlagen in einem Seniorenheim, wo sie bei einem Brand im Mai 1987 schwere Verbrennungen erlitt und wenige Tage später an ihren Verletzungen starb. Sie wurde 63 Jahre alt. Zum Zeitpunkt ihres Todes war Harnett größtenteils in Vergessenheit geraten, erst nach der Jahrtausendwende wurde sie für ihre Verdienste in der Modebranche gewürdigt. 2009 zählte Harper’s Bazaar Harnett zu den 26 besten Models aller Zeiten. Die Frauenzeitschrift Marie Claire erwähnte sie 2018 als eines der Topmodels der 1960er Jahre. Der US-Spielwarenhersteller Integrity Toys produzierte 2013 eine Puppe, die an Sunny Harnett bzw. deren Filmrolle in Ein süßer Fratz angelehnt ist.